# Boris Oliynik
Borys Illich Oliynyk (en ucraniano: Борис Ілліч Олійник; en ruso: Борис Ильич Олейник, Boris Ilyich Oleynik; 22 de octubre de 1935 – 30 de abril de 2017) fue un poeta, traductor y activista político ucraniano. 

## Biografía
Borys Oliynyk provenía de una familia de agricultores de la provincia de Poltava y estudió de 1953 a 1958 en la Facultad de Periodismo de la Universidad Nacional Taras Shevchenko de Kiev. En 1958 fue jefe de sección del periódico “Juventud de Ucrania” y de 1962 a 1973 fue editor de la revista “Ра시”. De 1971 a 1974, Olijnyk fue vicepresidente de la Unión de Escritores de Ucrania y de 1976 a 1991 fue secretario de la Unión de Escritores de Ucrania y la URSS. También fue miembro del Academia Nacional de Ciencias de Ucrania.
En el aspecto político, fue miembro del Comité Central del Partido Comunista y diputado de la Verjovna Rada de la República Socialista Soviética de Ucrania de 1980 a 1991. De 1992 a 1994, Oliynyk fue miembro independiente de la Verjovna Rada y de 1994 a 2006 fue miembro del Parlamento ucraniano por el Partido Comunista de Ucrania. Con el bloque de votantes Borys Olijnyk y Mychajlo Syrota, ocuparon el primer lugar de la lista en las elecciones parlamentarias de 2006 en Ucrania, pero no logró superar el muro del 3%.

## Premios
- Premio N. A. Ostrovsky de la República Socialista Soviética de Ucrania (1964) [1]
- Héroe de Ucrania (Octubre 2005)[5]

## Obras
- 1959 — «За Північним Дінцем»
- 1962 — «Б'ють у крицю ковалі»
- 1962 — «Двадцятий вал»
- 1964 — «Вибір»
- 1965 — «Гонг»
- 1965 — «Поезії»
- 1968 — «Коло»
- 1970 — «Відлуння»
- 1972 — «На лінії тиші»
- 1973 — «Рух»
- 1973— «Стою на землі»
- 1974 — «Ми знаємо для чого жить»
- 1975 — «Гора»
- 1976 — «Істина»
- 1976— «Кредо»
- 1978 — «Заклинання вогню»
- 1979 — «Сива ластівка»
- 1981 — «У дзеркалі слова»
- 1981— «Доля»
- 1982 — «Дума про місто», «Крило»
- 1983 — «Планета поезія»
- 1983— «Поеми»
- 1984 — «Міра»
- 1986 — «Поезії»
- 1987 — «Трубить Трубіж»
- 1989 —  «Поворотний круг»
- 1990 — «Криниці моралі та духовна посуха»
- 1993 — «Відступник, або Два роки в Кремлі»
- 1995 — «Шлях»
- 1995— «Сатанізація сербів, кому вона потрібна?»
- 1999 — «Біла мелодія»
- 1999— «Жорстока правда»
- 1999— «Хто наступний?»
- 2000 — «Таємна вечеря»
- 2001 — «Знак»